# Stadio nazionale di Varsavia

Il logo dello Stadion Narodowy

Lo stadio nazionale di Varsavia (in polacco Stadion Narodowy w Warszawie "PGE Narodowy") è uno stadio calcistico situato a Varsavia, capitale della Polonia.
Costruito in vista del campionato europeo di calcio 2012, assegnato a Polonia e Ucraina, ha ospitato l'incontro di apertura della manifestazione, altri due incontri della fase a gironi, un quarto di finale e una delle semifinali. Nel 2015 ha ospitato inoltre la finale dell'Europa League: in questa circostanza è stata la prima struttura polacca ad ospitare l'incontro conclusivo di una competizione UEFA per club.

## Costruzione dello stadio
Lo stadio è stato costruito nel luogo dove prima sorgeva lo Stadio del decimo anniversario del Manifesto di luglio (Stadion Dziesięciolecia Manifestu Lipcowego); il nuovo stadio, esclusivamente adibito al calcio, sfrutta alcune rampe di accesso del vecchio impianto (in maniera simile a quanto avviene al Zentralstadion di Lipsia), integrate nella nuova struttura; lo stadio ha una copertura totale dei posti. La costruzione dello stadio è iniziata il 7 ottobre 2008 con la demolizione del vecchio impianto, mentre i lavori di costruzione veri e propri sono iniziati alla fine di giugno 2008 e terminati a metà del 2011. Lo stadio è stato inaugurato il 6 settembre 2011 con un incontro amichevole tra Polonia e Germania. Lo stadio sorge all'interno di un complesso sportivo denominato Centro sportivo nazionale (in polacco Narodowe Centrum Sportu), che comprende una piscina olimpica con tribune per 4 000 spettatori, un palazzetto dello sport polifunzionale con tribune per 20 000 spettatori, un centro congressi, punti di ristoro e servizi vari. La costruzione dello stadio è stata accompagnata da una riqualificazione di tutta l'area, con l'ammodernamento della vicina stazione delle ferrovie polacche, a cui seguiranno la costruzione di una stazione della metropolitana e l'apertura di un segmento della linea B della metropolitana di Varsavia per un collegamento veloce con il centro della città. Lo stadio ospita anche gli incontri più importanti del Legia Warszawa, il cui terreno di gioco resta comunque quello della Pepsi Arena.

### Immagini della costruzione dello stadio

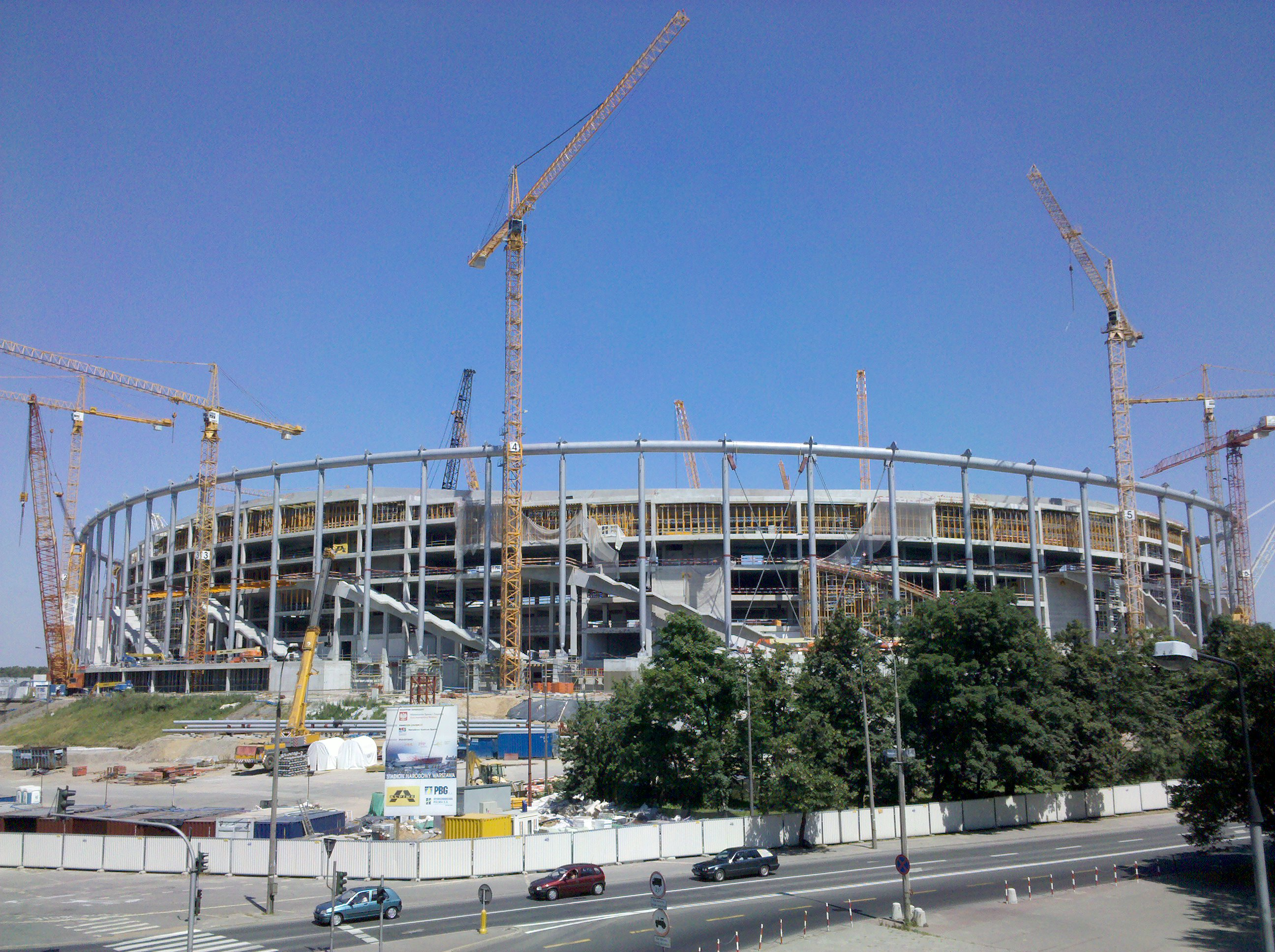
Lo stato dei lavori alla data dell'11 luglio 2010.
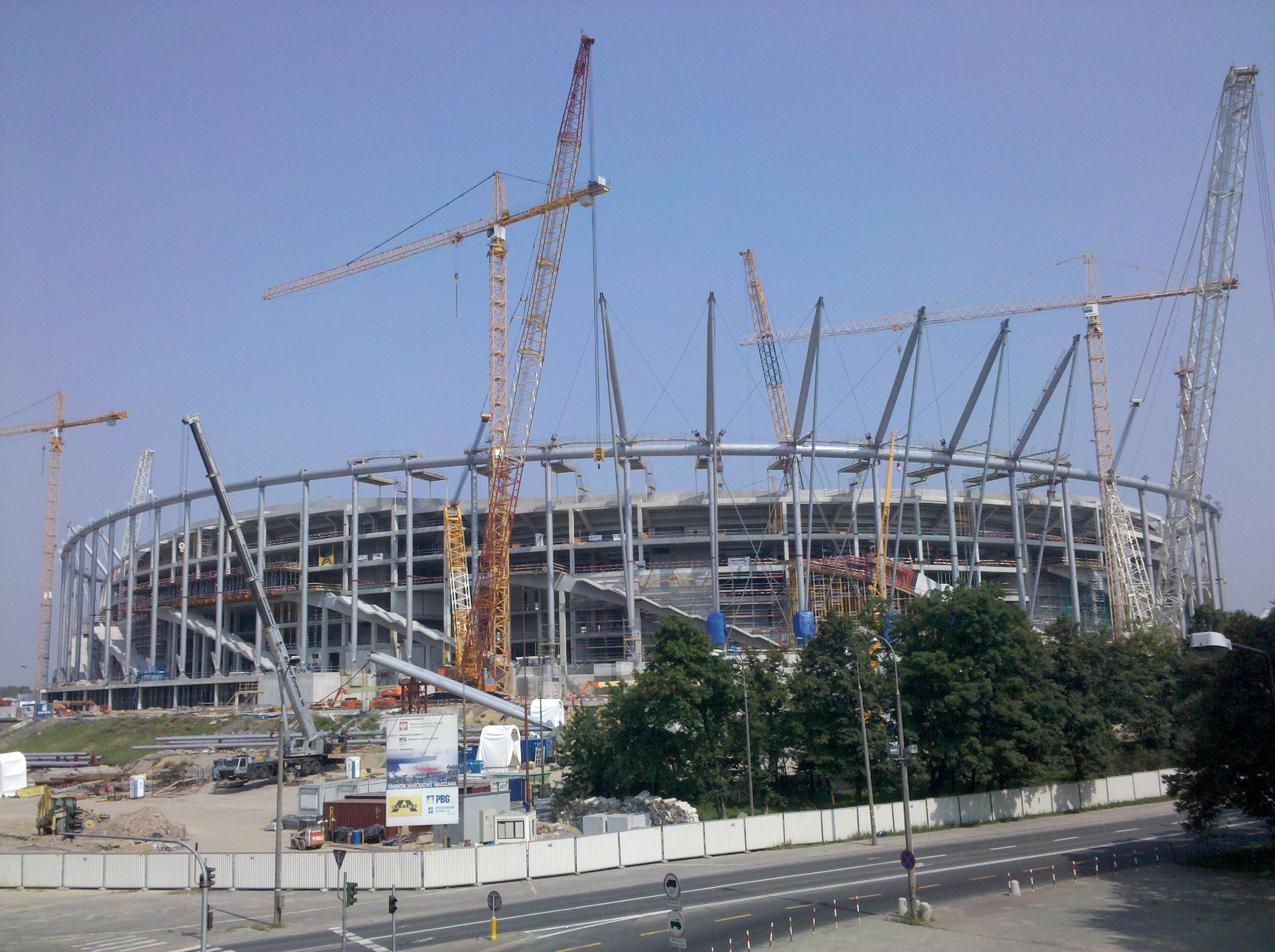
Lo stato dei lavori alla data del 15 agosto 2010.
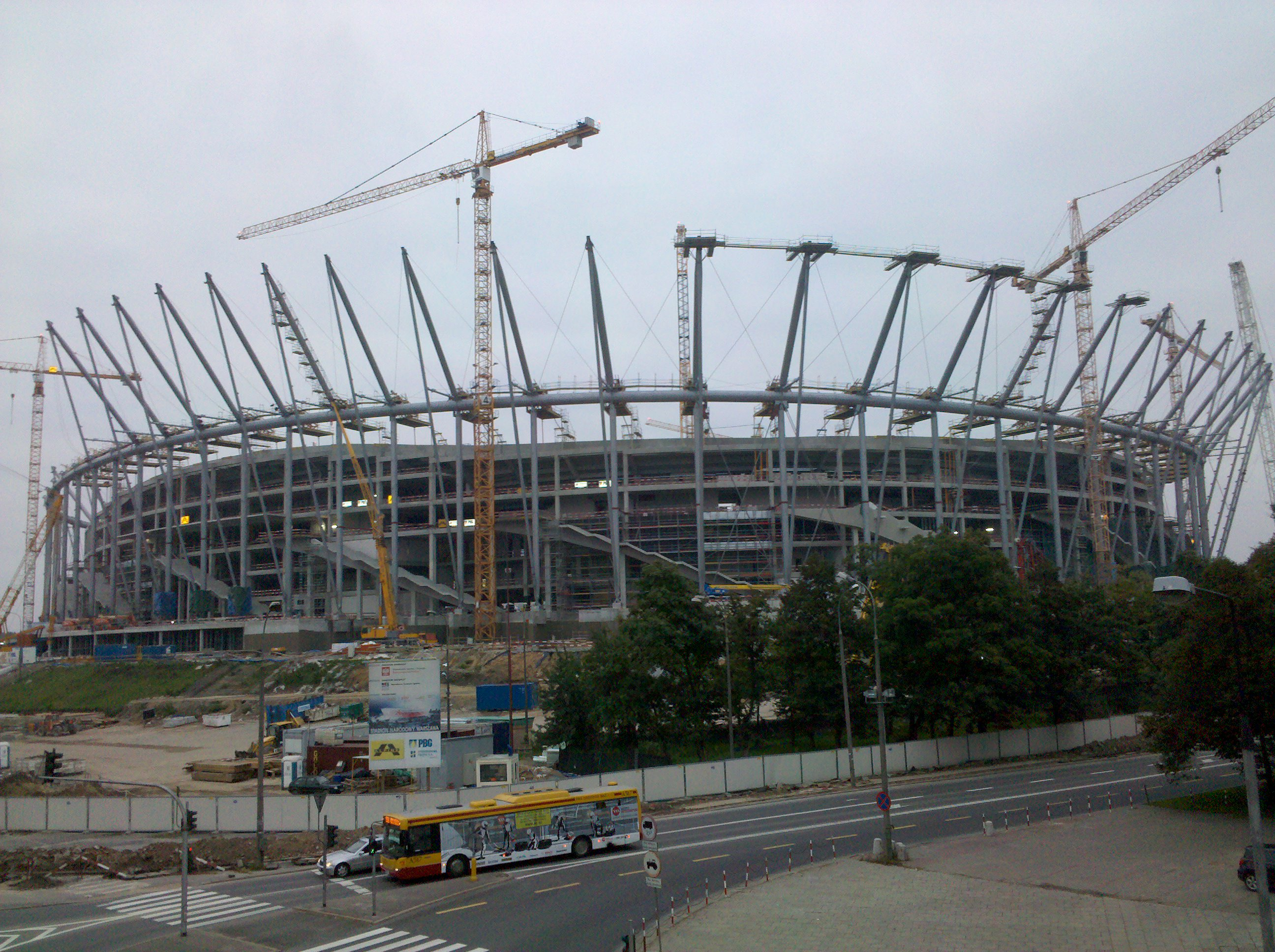
Lo stato dei lavori alla data del 12 settembre 2010.
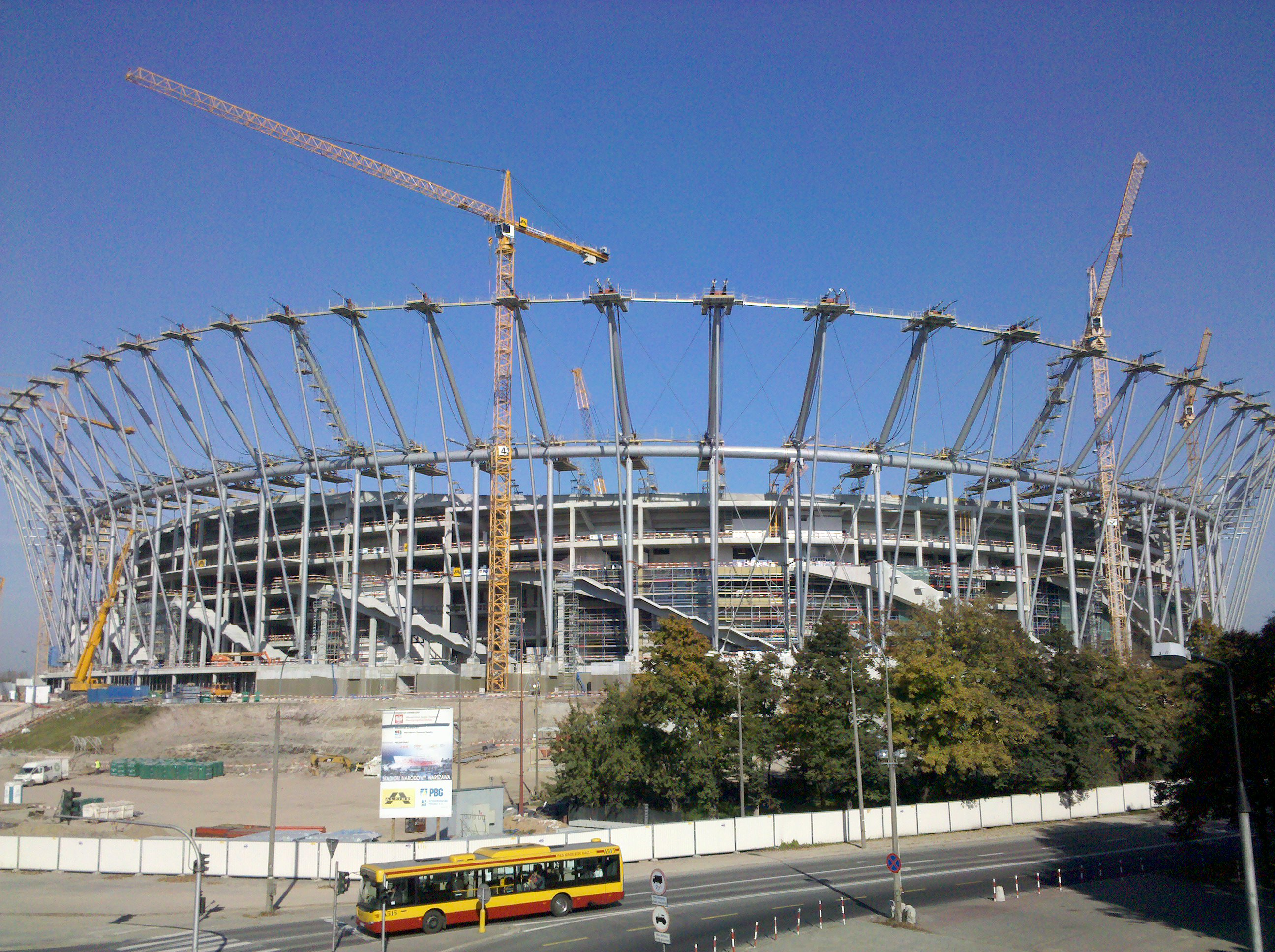
Lo stato dei lavori alla data del 10 ottobre 2010.
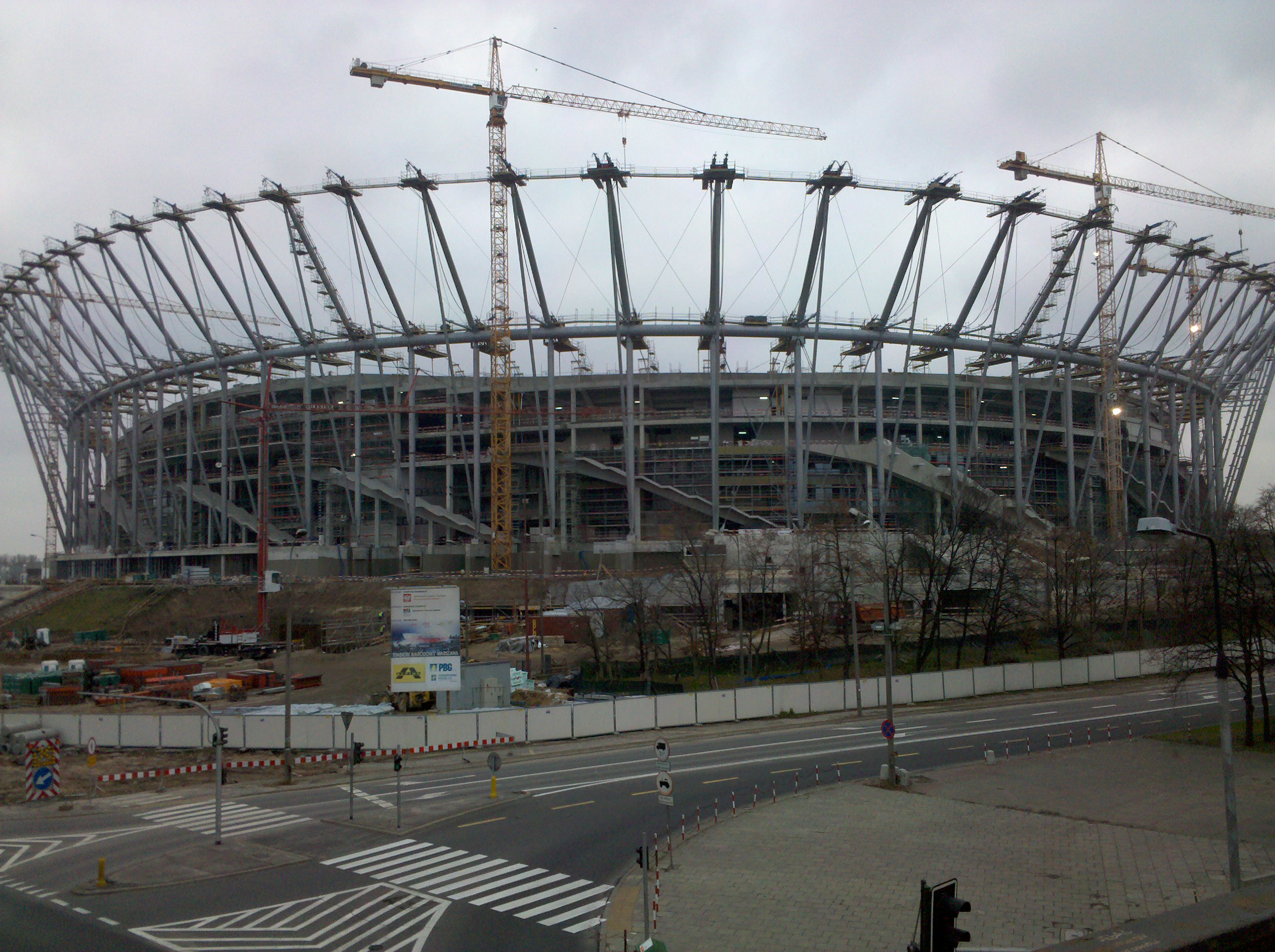
Lo stato dei lavori alla data dell'11 novembre 2010.
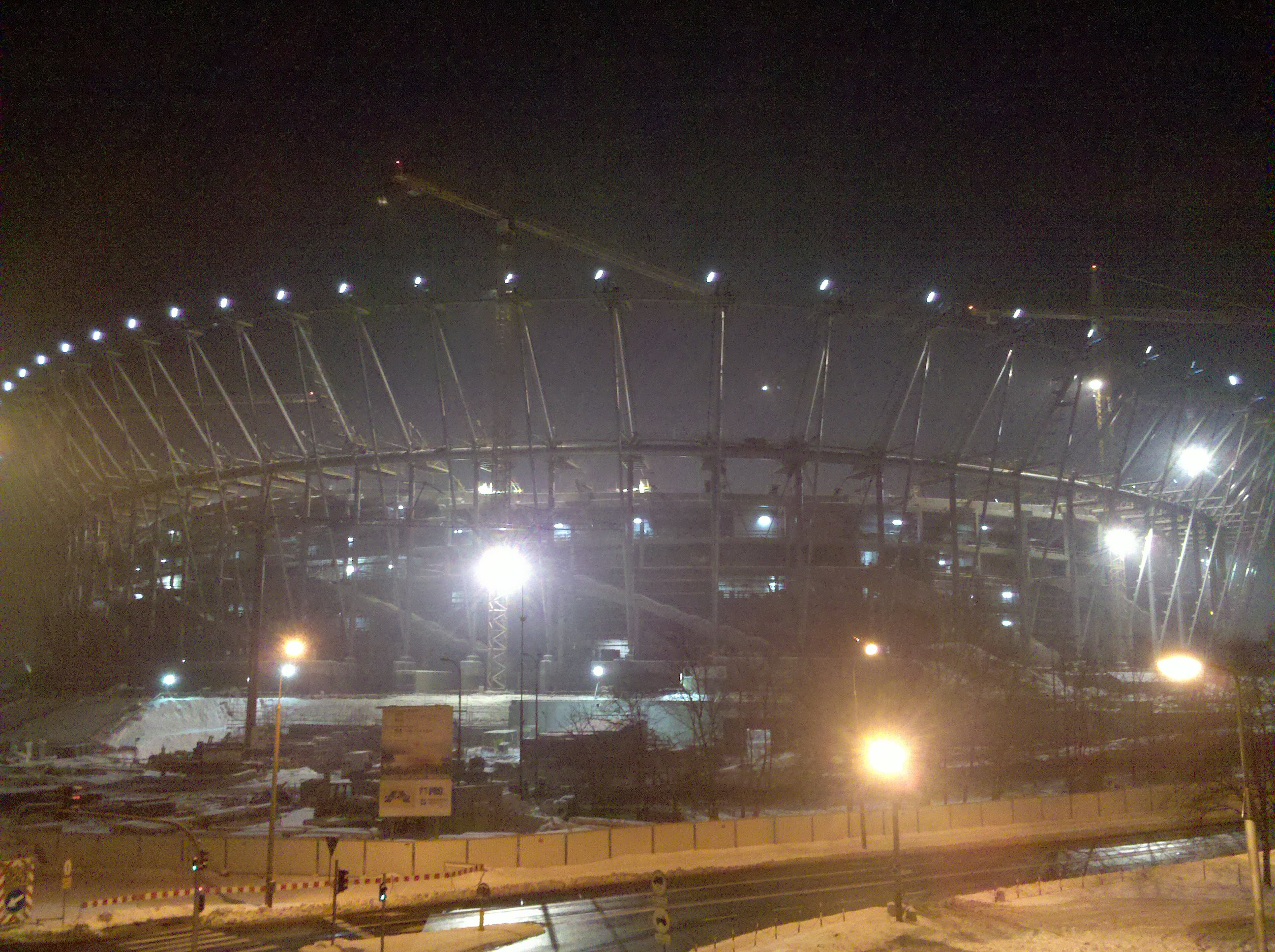
Lo stato dei lavori alla data del 4 dicembre 2010.
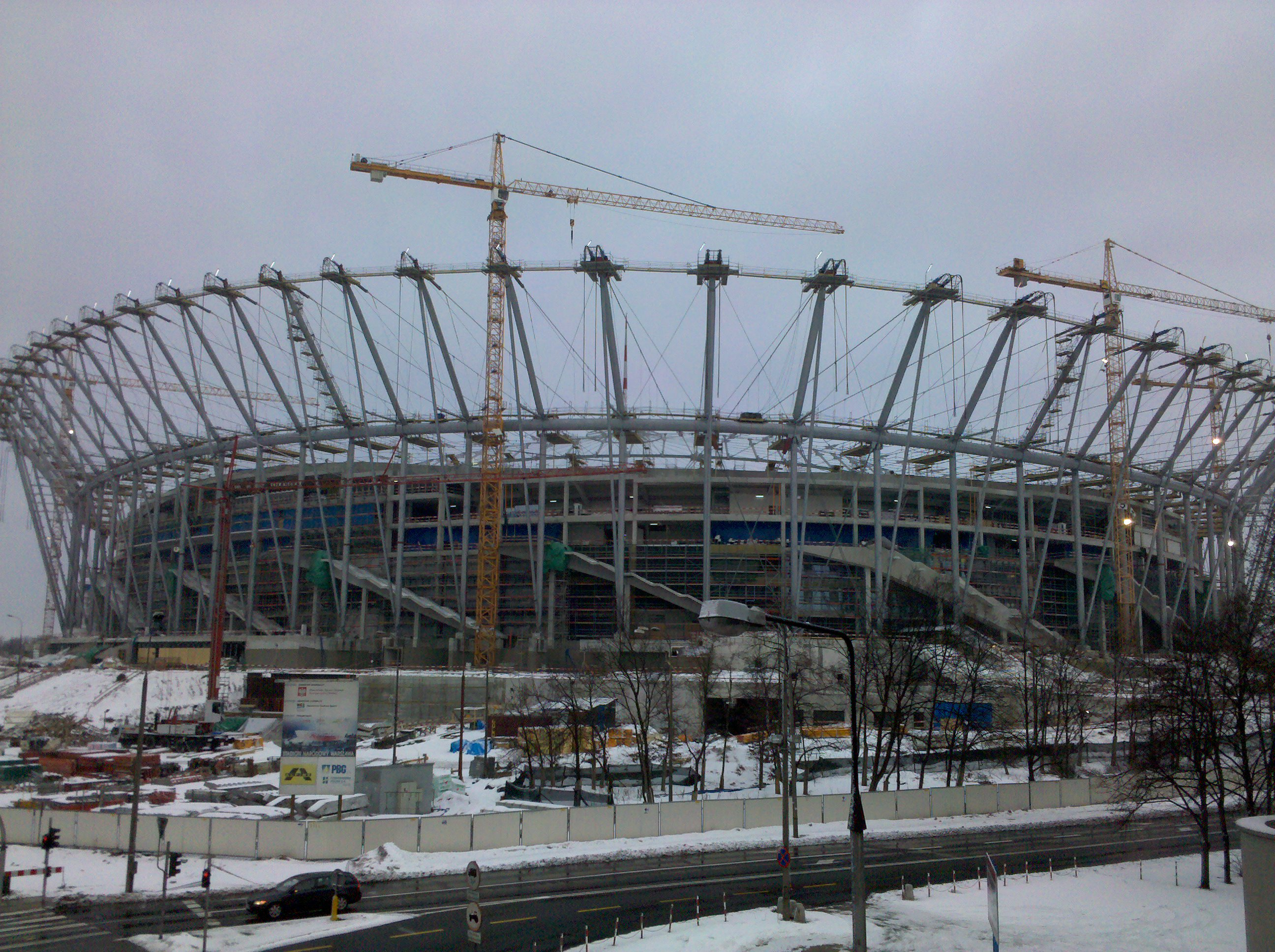
Lo stato dei lavori alla data del 2 gennaio 2011.
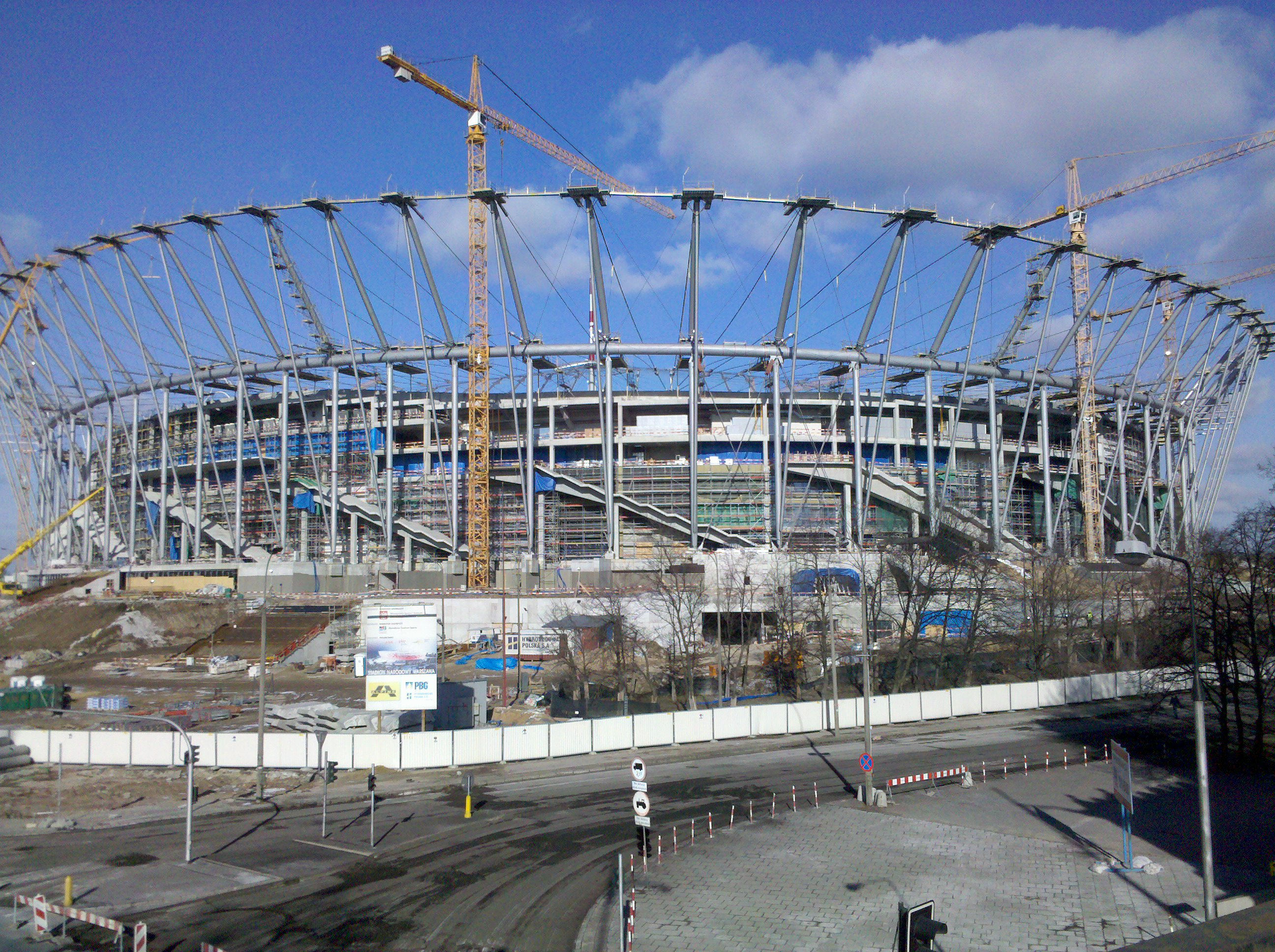
Lo stato dei lavori alla data del 13 febbraio 2011.
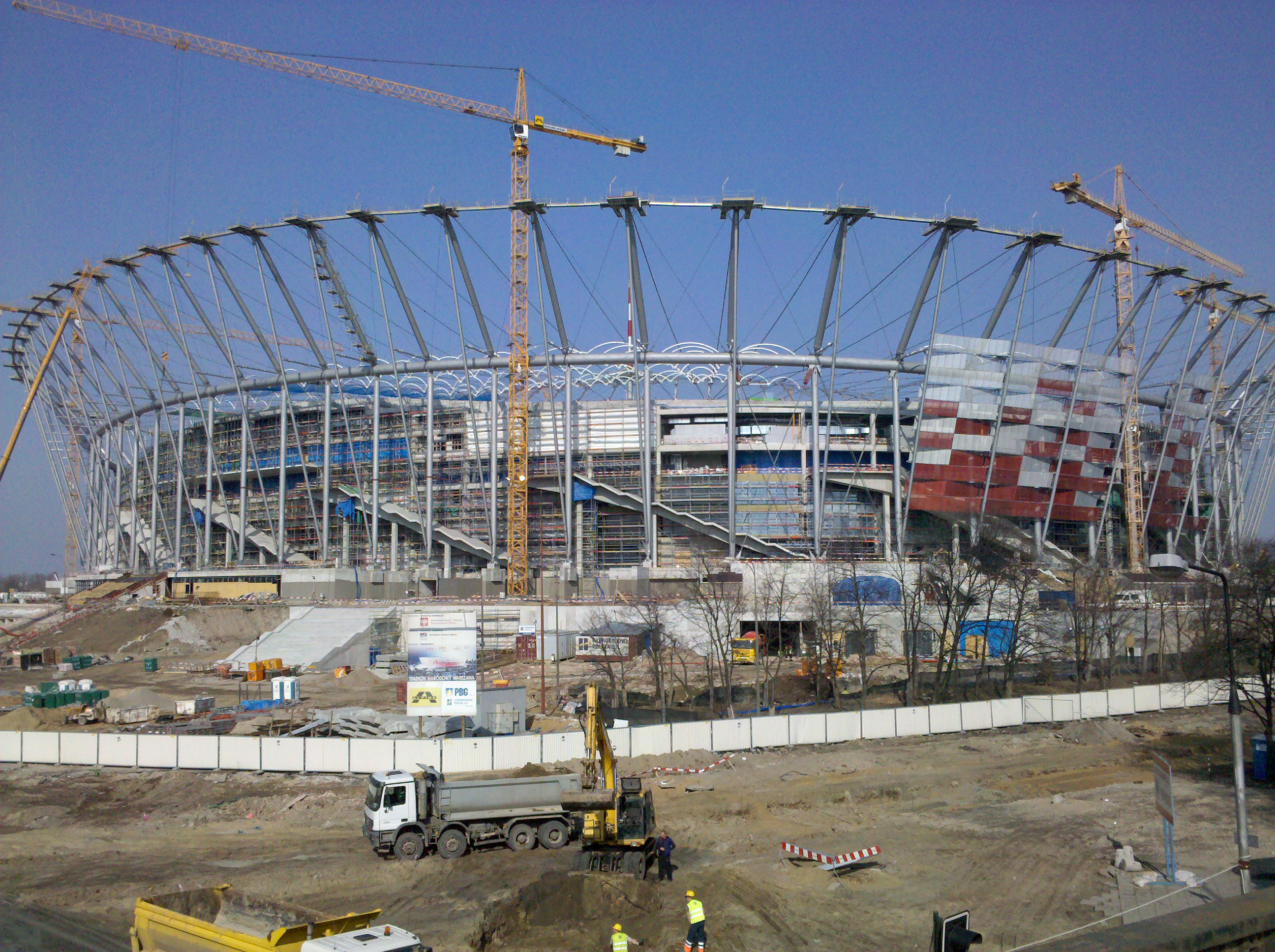
Lo stato dei lavori alla data del 12 marzo 2011.
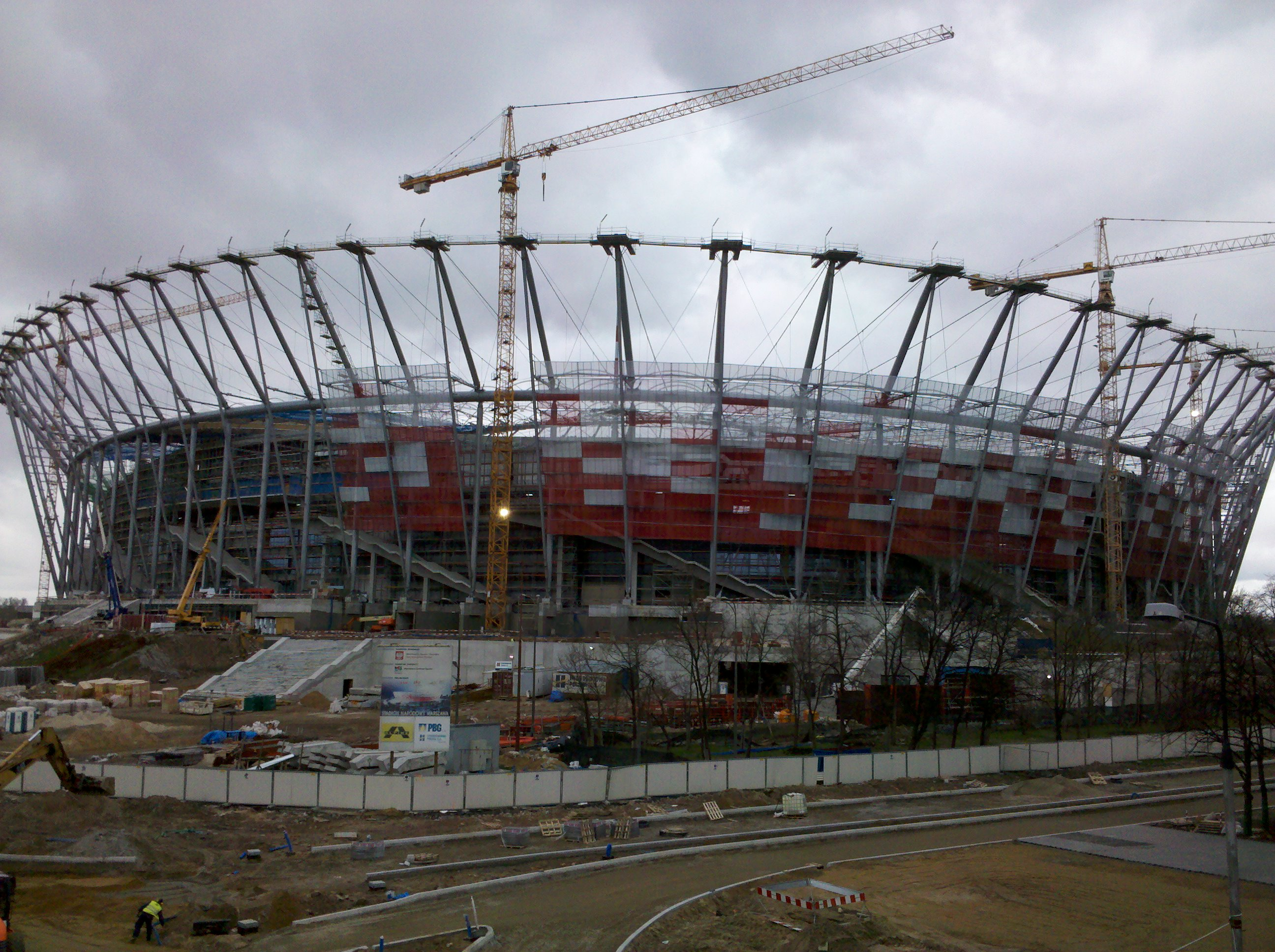
Lo stato dei lavori alla data del 9 aprile 2011.
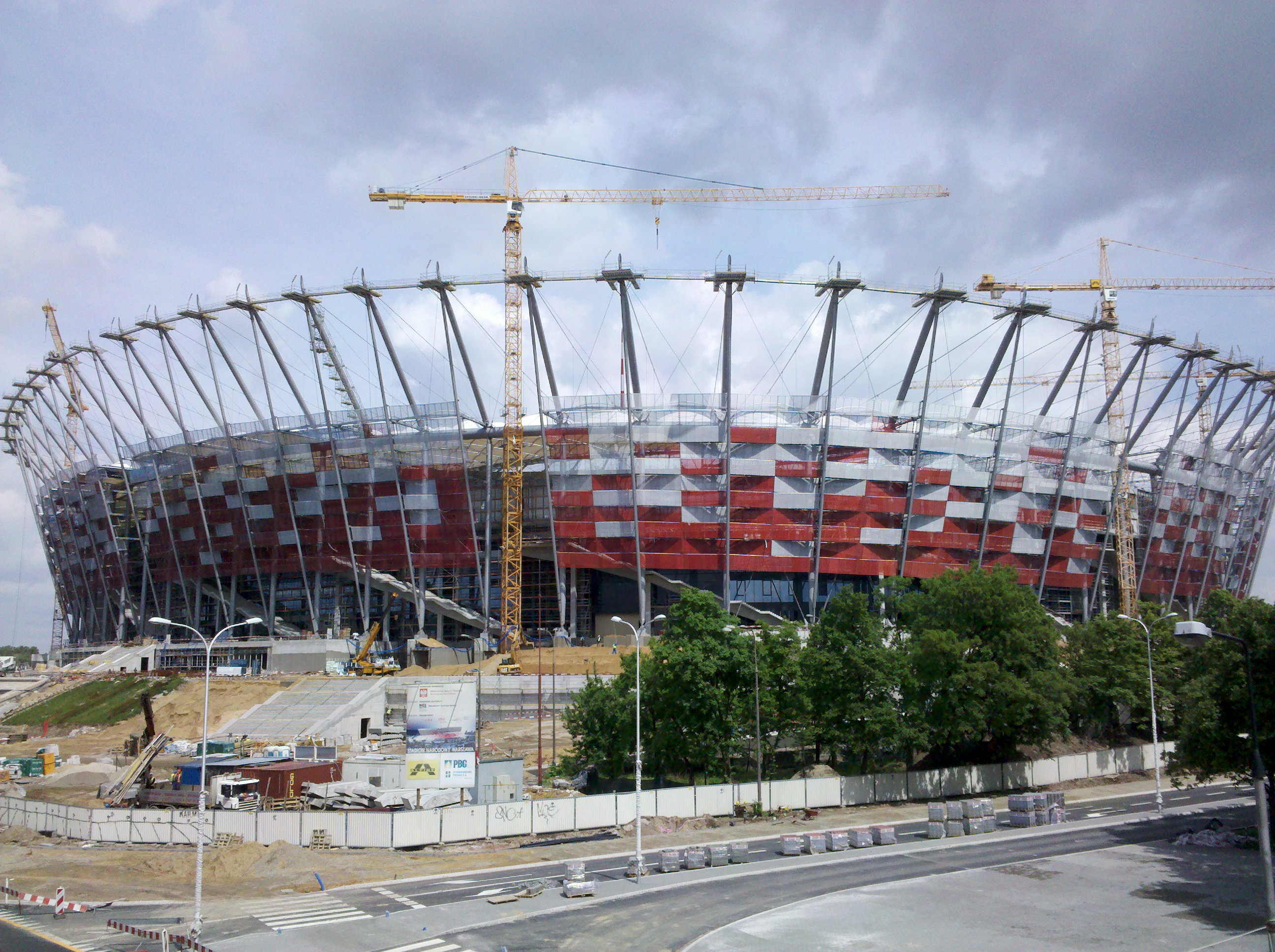
Lo stato dei lavori alla data del 16 maggio 2011.
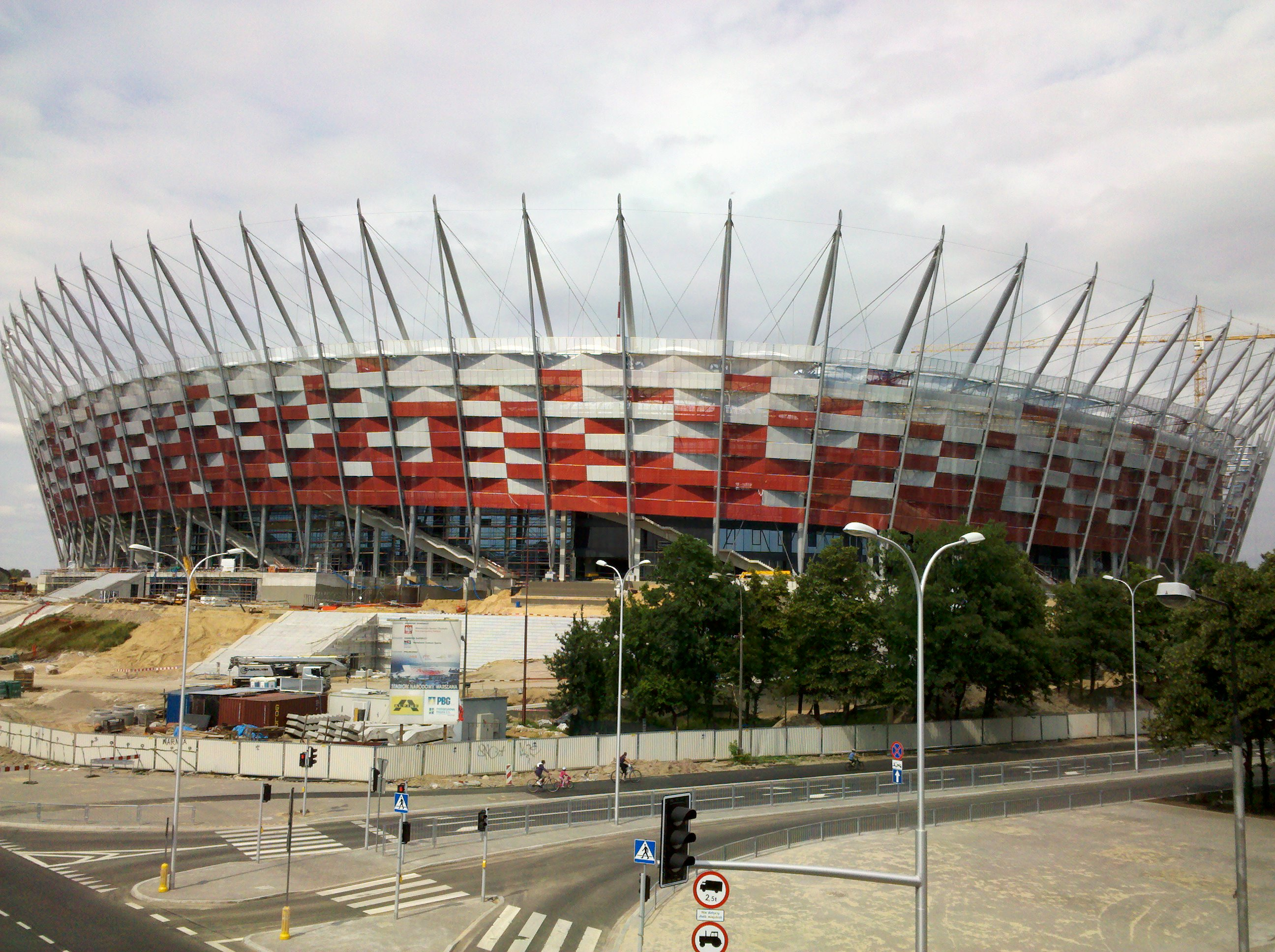
Lo stato dei lavori alla data dell'11 giugno 2011.

## Eventi

### Calcio

#### Euro 2012
Le partite che seguono sono state giocate allo stadio durante Euro 2012:
| Data           | Tempo (CET) | Squadra numero 1 | Ris.  | Squadra numero 2 | Fase del torneo             | Spettatori |
| -------------- | ----------- | ---------------- | ----- | ---------------- | --------------------------- | ---------- |
| 8 giugno 2012  | 18:00       | Polonia          | 1 - 1 | Grecia           | Girone A (match d'apertura) | 56 070     |
| 12 giugno 2012 | 20:45       | Polonia          | 1 - 1 | Russia           | Girone A                    | 55 920     |
| 16 giugno 2012 | 20:45       | Grecia           | 1 - 0 | Russia           | Girone A                    | 55 614     |
| 21 giugno 2012 | 20:45       | Rep. Ceca        | 0 - 1 | Portogallo       | Quarti di finale            | 55 590     |
| 28 giugno 2012 | 20:45       | Germania         | 1 - 2 | Italia           | Semifinali                  | 55 540     |

#### Europa League
All'interno dello stadio è stata giocata la partita finale della UEFA Europa League 2014-2015:
| Data           | Tempo (CET) | Squadra numero 1 | Ris. | Squadra numero 2 | Fase del torneo | Spettatori |
| -------------- | ----------- | ---------------- | ---- | ---------------- | --------------- | ---------- |
| 27 maggio 2015 | 20:45       | Dnipro           | 2-3  | Siviglia         | Finale          | 45 000     |

### Football americano
Vi si sono giocate le seguenti finali del campionato nazionale di football americano:
| Data | Squadra numero 1 | Ris.    | Squadra numero 2 |
| ---- | ---------------- | ------- | ---------------- |
| 2012 | Seahawks Gdynia  | 52 - 37 | Warsaw Eagles    |
| 2013 | Giants Wrocław   | 29 - 13 | Warsaw Eagles    |
| 2014 | Seahawks Gdynia  | 41 - 31 | Panthers Wrocław |

### Pallavolo
All'interno dello stadio è stata giocata la partita inaugurale del Campionato mondiale maschile di pallavolo 2014:
| Data           | Tempo (CET) | Squadra numero 1 | Ris.                        | Squadra numero 2 | Fase del torneo             | Spettatori |
| -------------- | ----------- | ---------------- | --------------------------- | ---------------- | --------------------------- | ---------- |
| 30 agosto 2014 | 20:15       | Polonia          | 3 - 0 (25-19, 25-18, 25-18) | Serbia           | Girone A (match d'apertura) | 61 500     |

All'interno dello stadio è stata giocata la partita inaugurale della nazionale polacca del Campionato europeo maschile di pallavolo 2017:
| Data           | Tempo (CET) | Squadra numero 1 | Ris.                        | Squadra numero 2 | Fase del torneo | Spettatori |
| -------------- | ----------- | ---------------- | --------------------------- | ---------------- | --------------- | ---------- |
| 24 agosto 2017 |             | Polonia          | 0 - 3 (22-25, 22-25, 20-25) | Serbia           | Girone A        | 65 407     |

## Concerti
- 1º agosto 2012: Madonna
- 19 settembre 2012 : Coldplay
- 11 luglio 2014 : Metallica
- 25 luglio 2015: AC/DC
- 18 giugno 2017: Coldplay
- 21 luglio 2017: Depeche Mode
- 30 giugno 2018: Jay-Z e Beyoncé
- 8 luglio 2018: The Rolling Stones
- 11 agosto 2018: Ed Sheeran
- 12 luglio 2019: Bon Jovi
- 20 luglio 2019: Pink
- 24 luglio 2022: Iron Maiden
- 01/02/03 agosto 2024: Taylor Swift
- 25 luglio 2025: Jennifer Lopez
- 2 agosto 2025: Iron Maiden